# Saint-Gabriel-de-Rimouski
Saint-Gabriel-de-Rimouski, anciennement connue sous le nom de Saint-Gabriel, est une municipalité de la province de Québec (Canada), située dans la municipalité régionale de comté (MRC) de La Mitis, dans la région administrative du Bas-Saint-Laurent.

## Toponymie
Jusqu'en 1998, la municipalité portait simplement le nom de Saint-Gabriel. Saint-Gabriel fut le nom adopté par la paroisse catholique érigée canoniquement en 1873. La municipalité reprit ce nom lors de sa création officielle en 1877. Le nom de « Gabriel » est en l'honneur de l'abbé Gabriel Nadeau (1808-1869) qui fut le premier desservant et le premier curé de la paroisse de Sainte-Luce. Malgré le changement de nom en 1998, les habitants de la région continuent d'appeler la municipalité simplement Saint-Gabriel.
Le bureau de poste local a connu plusieurs noms : Saint-Gobert de 1878 à 1884, Fleurian (prononcé Fleuriau) de 1884 à 1895 et, finalement, Saint-Gabriel-de-Rimouski à partir de 1895.
Le gentilé des résidents de Saint-Gabriel-de-Rimouski, adopté en 1986, est Gabriélois ou Gabriéloises,.
La municipalité de Fleuriault créée en 1952 fusionna avec Saint-Gabriel en 1989 et la nouvelle municipalité conserva le nom de Saint-Gabriel. Le nom de « Fleuriault » était repris du canton de Fleuriault où est située la municipalité. Ce nom est en l'honneur de  Charles-Jean-Baptiste Fleuriau, sieur de Morville, (1686-1732) qui était un homme politique.

## Histoire
Les colons commencèrent à arriver dans ce territoire au début des années 1860,,. La paroisse catholique fut érigée canoniquement en 1873 sous le nom de Saint-Gabriel. La municipalité fut créée officiellement en 1877 et repris le nom de la paroisse. En 1989, la municipalité de Fleuriault fusionne à Saint-Gabriel. En 1998, le nom de la municipalité est changé en Saint-Gabriel-de-Rimouski.

## Géographie
Saint-Gabriel-de-Rimouski est situé sur la route 234 entre Saint-Marcellin à l'est et Sainte-Angèle-de-Mérici à l'ouest. De plus, la route 298 relie Saint-Gabriel-de-Rimouski à Sainte-Luce en passant par Saint-Donat sur la rive sud du fleuve Saint-Laurent à 350 km au nord-est de Québec et à 360 km au sud-ouest de Gaspé. Les villes importantes près de Saint-Gabriel-de-Rimouski sont Mont-Joli à 25 km au nord, Rimouski à 40 km à l'est et Matane à 85 km au nord-est. Le territoire du Saint-Gabriel-de-Rimouski couvre une superficie de 132,10 km2.

### Hydrographie
La rivière Neigette délimite l'ouest de la municipalité et y coule vers le nord-ouest.
À partir de son crénon, dans le sud-est, la rivière Rouge coule vers le nord-est.
À partir de son crénon, au nord du village, la rivière à Paquet coule vers le nord-ouest.

## Démographie
| 1996  | 2001  | 2006  | 2011  | 2016  | 2021  |
| ----- | ----- | ----- | ----- | ----- | ----- |
| 1 223 | 1 208 | 1 228 | 1 180 | 1 167 | 1 177 |

Distribution de l'âge en 2006

Selon Statistiques Canada, la population de Saint-Gabriel-de-Rimouski était de 1 228 habitants en 2006. Saint-Gabriel-de-Rimouski la seule municipalité de La Mitis à avoir connu un changement démographique positif au cours des dernières années. En effet, sa population était de 1 208 habitants en 2001 ; ce qui correspond à un taux de croissance démographique de 1,7 % en cinq ans. L'âge médian de la population gabriéloise est de 41 ans.
Le nombre total de logements privés de la municipalité est de 539. Cependant, seulement 479 de ces logements sont occupés par des résidents permanents. La majorité des logements de Saint-Gabriel-de-Rimouski sont des maisons individuelles.
Statistiques Canada ne recense aucun immigrant à Saint-Gabriel-de-Rimouski. Toute la population de Saint-Gabriel-de-Rimouski a le français comme langue maternelle. 9,5 % de la population maitrise les deux langues officielles du Canada.
Le taux de chômage dans la municipalité était de 19,8 % en 2006.
34,7 % de la population âgée de 15 ans de Saint-Gabriel-de-Rimouski n'a aucun diplôme d'éducation. 40,8 % de cette population n'a que le diplôme d'études secondaires ou professionnelles. 7,1 % de cette population a un diplôme de niveau universitaire. 2 % des diplômés de Saint-Gabriel-de-Rimouski ont effectué leurs études à l'extérieur du Canada. Les deux domaines d'études principaux des Gabriélois sont le « génie, l'architecture et les services connexes » ainsi que le « commerce, la gestion et l'administration publique ».

## Économie
L'économie du village a d'abord été axée principalement sur l'agriculture et l'industrie forestière. Aujourd'hui, l'économie locale est surtout basée sur le tourisme. L'usine de transformation des viandes de l'UPA fut ouverte en 2009.

## Culture
Saint-Gabriel-de-Rimouski est l'hôte d'un festival western, le Festival-Country Western, qui se déroule annuellement pendant la deuxième semaine d'août. Le festival a 2 millions de dollars de retombées économiques sur la région et a 40 000 visiteurs.

## Personnalité connue
L'écrivain québécois Jean-Marc Cormier est un résident de St-Gabriel particulièrement attaché au secteur dit des Sept-Lacs.

## Administration
Les élections municipales ont lieu tous les quatre ans et s'effectuent en bloc sans division territoriale. Le conseil municipal est composé d'un maire et de six conseillers.
| mandat      | fonction    | nom                |
| ----------- | ----------- | ------------------ |
| 2013 - 2017 | Maire       | Georges Deschênes  |
| 2013 - 2017 | Conseillers |                    |
| 2013 - 2017 | #1          | Sylvain Deschênes  |
| 2013 - 2017 | #2          | Chantal Proulx     |
| 2013 - 2017 | #3          | Stéphane Deschênes |
| 2013 - 2017 | #4          | Réjean Geneau      |
| 2013 - 2017 | #5          | Fernand Gauthier   |
| 2013 - 2017 | #6          | Guildo Castonguay  |

| Saint-Gabriel-de-Rimouski Maires depuis 2002                                                                         |                      |         |          |
| Élection | Maire                | Qualité | Résultat |
| 2002 | Jean-Clément Ouellet |         | Voir     |
| 2005 | Jean-Clément Ouellet | Voir    |          |
| 2009 | Georges Deschênes    |         | Voir     |
| 2013 | Georges Deschênes    | Voir    |          |
| 2017 | Georges Deschênes    | Voir    |          |
| 2021 | Georges Deschênes    | Voir    |          |
| Élection partielle en italique Depuis 2005, les élections sont simultanées dans toutes les municipalités québécoises |                      |         |          |

De plus, Martin Normand est le directeur-général et le secrétaire-trésorier de la municipalité